# Comté de Madison (Ohio)
Pour les articles homonymes, voir Comté de Madison.
Le comté de Madison – en anglais : Madison County – est un des 88 comtés de l'État de l'Ohio, aux États-Unis.
Son siège est fixé à London.

## Géographie
Selon les données du Bureau du recensement des États-Unis, le comté de Madison  a une superficie de 1 207 km² (soit 466 mi²), dont 1 205 km² (soit 465 mi²) en surfaces terrestres et 2 km² (soit 1 mi²) en surfaces aquatiques.

## Comtés limitrophes
- Comté d'Union, au nord
- Comté de Franklin, à l'est
- Comté de Pickaway, au sud-est
- Comté de Fayette, au sud
- Comté de Greene, au sud-ouest
- Comté de Clark, à l'ouest
- Comté de Champaign, au nord-ouest

## Démographie
Le comté était peuplé, lors du recensement de 2000, de 40 213 habitants.